# Ratari (Obrenovac)
Pour les articles homonymes, voir Ratari.

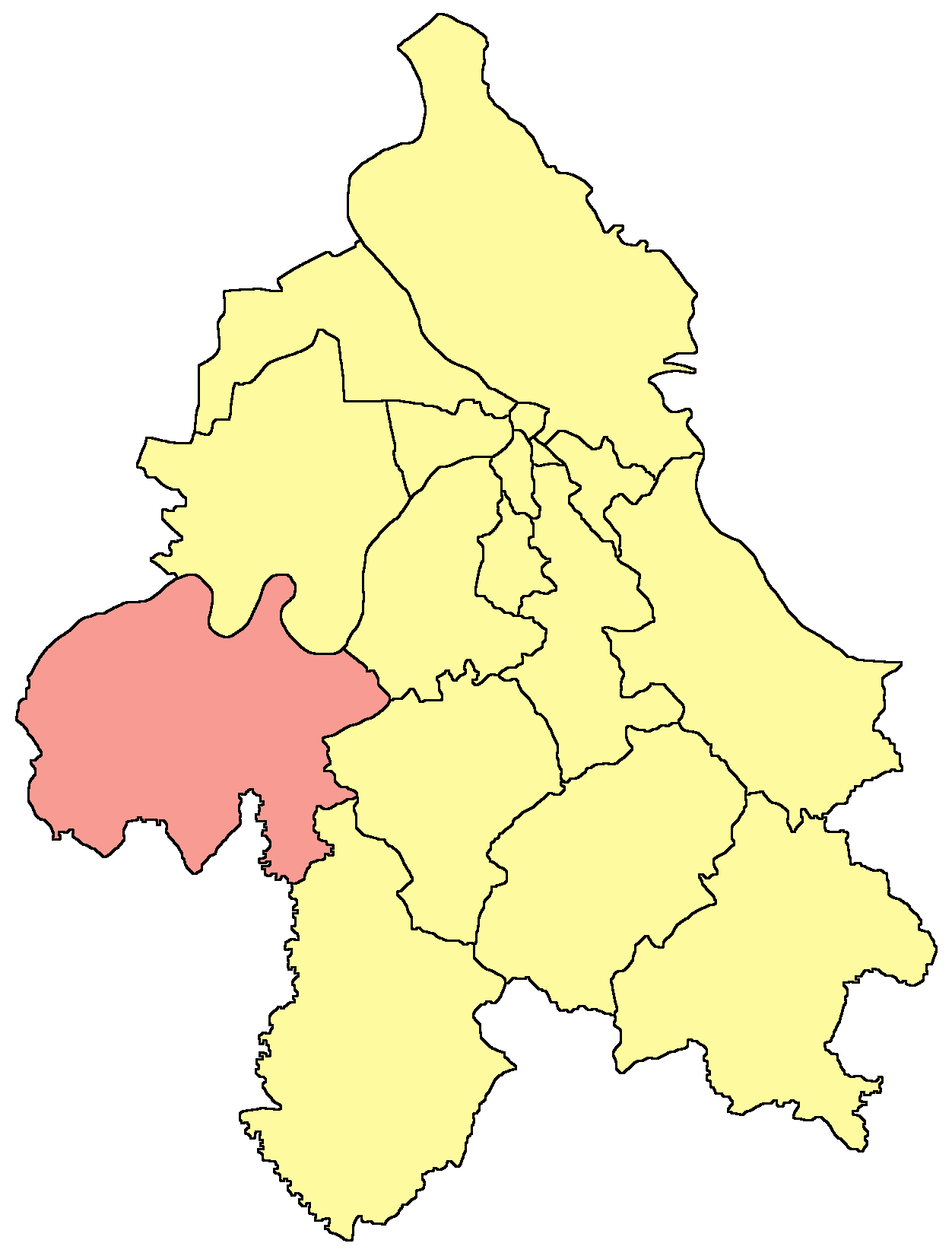
Localisation de la municipalité d'Obrenovac dans la Ville de Belgrade

Ratari (en serbe cyrillique : Ратари) est un village de Serbie situé dans la municipalité d’Obrenovac et sur le territoire de la Ville de Belgrade. Au recensement de 2011, il comptait 588 habitants.

## Démographie

### Évolution historique de la population
| 1948 | 1953 | 1961 | 1971 | 1981 | 1991 | 2002 | 2011 |
| ---- | ---- | ---- | ---- | ---- | ---- | ---- | ---- |
| 589  | 562  | 523  | 456  | 526  | 466  | 603  | 588  |

|  |